# 信号处理
在计算机科学、药物分析、电子学等学科中，信号处理（英語：signal processing）是指对信号表示、变换、运算等进行处理的过程，就是要把记录在某种媒体上的信号进行处理，以便抽取出有用信息的过程，它是对信号进行提取、变换、分析、综合等处理过程的统称。

## 信號處理過程
人们为了利用信号，就要对它进行处理。例如，电信号弱小时，需要对它进行放大；混有噪声时，需要对它进行滤波；当频率不适应于传输时，需要进行调制以及解调；信号遇到失真畸变时，需要对它均衡；当信号类型很多时，需要进行识别等等。
信号处理可以用于沟通人类之间，或人与机器之间的联系；用以探测我们周围的环境，并揭示出那些不易观察到的状态和构造细节，以及用来控制和利用能源与信息。例如，我们可能希望分开两个或多个多少有些混在一起的信号，或者想增强信号模型中的某些成分或参数。
与信号有关的理化或数学过程有：信号的发生、信号的传送、信号的接收、信号的分析（即了解某种信号的特征）、信号的处理（即把某一个信号变为与其相关的另一个信号，例如滤除噪声或干扰，把信号变换成容易分析与识别的形式）、信号的存储、信号的检测与控制等。也可以把这些与信号有关的过程统称为信号处理。
在事件变化过程中抽取特征信号，经去干扰、分析、综合、变换和运算等处理，从而得到反映事件变化本质或处理者感兴趣的信息的过程。分模拟信号处理和数字信号处理。

## 信號處理目的
削弱信号中的多余内容；滤出混杂的噪声和干扰；或者将信号变换成容易处理、传输、分析与识别的形式，以便后续的其它处理。
人们最早处理的信号局限于模拟信号，所使用的处理方法也是模拟信号处理方法。在用模拟加工方法进行处理时，对"信号处理"技术没有太深刻的认识。这是因为在过去，信号处理和信息抽取是一个整体，所以从物理制约角度看，满足信息抽取的模拟处理受到了很大的限制。
随着数字计算机的飞速发展，信号处理的理论和方法也得以发展。在我们的面前出现了不受物理制约的纯数学的加工，即算法，并确立了信号处理的领域。现在，对于信号的处理，人们通常是先把模拟信号变成数字信号，然后利用高效的数字信号处理器（DSP: Digital Signal Processor）或计算机对其进行数字信号处理。

## 信號處理內容
信号处理最基本的内容有变换、滤波、调制、解调、检测以及谱分析和估计等。
变换诸如类型的傅里叶变换、正弦变换、余弦变换、沃尔什变换等；滤波包括髙通滤波、低通滤波、带通滤波、维纳滤波、卡尔曼滤波、线性滤波、非线性滤波以及自适应滤波等；谱分析方面包括确知信号的分析和随机信号的分析，通常研究最普遍的是随机信号的分析，也称统计信号分析或估计，它通常又分线性谱估计与非线性谱估计；谱估计有周期图估计、最大熵谱估计等；随着信号类型的复杂化，在要求分析的信号不能满足高斯分布、非最小相位等条件时，又有髙阶谱分析的方法。
高阶谱分析可以提供信号的相位信息、非高斯类信息以及非线性信息；自适应滤波与均衡也是应用研究的一大领域。自适应滤波包括横向LMS自适应滤波、格型自适应滤波，自适应对消滤波，以及自适应均衡等。此外，对于阵列信号还有阵列信号处理等等。
信号处理是电信的基础理论与技术。它的数学理论有方程论、函数论、数论、随机过程论、最小二乘方法以及最优化理论等，它的技术支柱是电路分析、合成以及电子计算机技术。信号处理与当代模式识别、人工智能、神经网计算以及多媒体信息处理等有着密切的关系，它把基础理论与工程应用紧密联系起来。因此信号处理是一门既有复杂数理分析背景，又有广阔实用工程前景的学科。
信号处理是以数字信号处理为中心而发展的。这是因为信号普遍可以用数字化形式来表示，而数字化的信号可以在电子计算机上通过软件来实现计算或处理，这样，无论多么复杂的运算，只要数学上能够分析、可以得到最优的求解，就都可以在电子计算机上模拟完成。如果计算速度适当快，还可以用超大规模的专用数字信号处理芯片来实时完成。因此，数字信号处理技术成为信息技术发展中最富有活力的学科之一。

## 信號處理的相關名詞
信号(signal)是信息的物理体现形式，或是传递信息的函数，而信息则是信号的具体内容。
模拟信号(analog signal)：指时间连续、幅度连续的信号。
数字信号(digital signal)：时间和幅度上都是离散(量化)的信号。
数字信号可用一序列的数表示，而每个数又可表示为二制码的形式，适合计算机处理。
一维(1-D)信号: 一个自变量的函数。
二维(2-D)信号: 两个自变量的函数。
多维(M-D)信号: 多个自变量的函数。
系统：处理信号的物理设备。或者说，凡是能将信号加以变换以达到人们要求的各种设备。模拟系统与数字系统。
信号处理的内容：滤波、变换、检测、谱分析、估计、压缩、识别等一系列的加工处理。
多数科学和工程中遇到的是模拟信号。以前都是研究模拟信号处理的理论和实现。
模拟信号处理缺点：难以做到高精度，受环境影响较大，可靠性差，且不灵活等。
数字系统的优点：体积小、功耗低、精度高、可靠性高、灵活性大、易于大规模集成、可进行二维与多维处理

## 信號處理應用
信号处理以强大的渗透力，被许多重要的应用领域所采用。工程建筑部门用来仿真大型建筑结构的抗震防震性能；机械制造业用以分析机械结构振动的模型，从而改进振动性能及结构；飞机制造业中用于检查发动机的传动特性及磨损情况；航天遥感用以地面植被情况的分类以及气象云层的分布，医学领域用于B超、X光片以及生理电信号的分析诊断；电信与电子学领域，数字信号处理更是最直接的应用。
①语音编码与压缩。
语音数字化后占有很宽的频带，为进行窄带传输与高效存储，需要进行压缩。通常一个语音需要64kbit/s码率。中速编码要求将此码率压缩到32kbit/s、16kbit/s以至8kbit/s，仍然保持良好的语音音质。通过数字信号处理技术，已有许多自适应编码方案达到了国际电报电话咨询委员会(CCITT)建议的规定。低速编码要求码率降低到4．8kbit/s、2．4kbit/s以至800bit/s速率，已有很好的算法及硬件予以实现。
②图像编码压缩。
无论静止图像或活动图像，乃至电视图像，数字编码后的数据量都非常大。对它们进行高质量传输，一般需要压缩到1/10~1/100。各种编码方法，以至所谓小波变换方法、分维信号分析方法都为高压缩比电视编码提出了可行的方案。
③分路与合路滤波器组的设计。
时分/频分复接设备的技术实现，其核心是分路滤波器组。而分路滤波器组的设计与实现完全靠数字信号处理中的数字滤波器组，这种数字滤波器组不但性能统一化、稳定可靠，而且性能价格比很高。
④自适应均衡及回波抵消。
在远距离数据通信中，均衡和回波抵消是必不可少的。采用模拟器件已无法实现适应于各种信道要求的均衡，只有数字方法才能保证其性能的实现。
信号处理技术的应用已发展到不次于电子计算机应用的广泛程度。随着算法的不断发现和器件的不断诞生，信号处理将成为所有电信工程师都需要熟悉的一门基础性学科。